# 4 Pułk Lotnictwa Szturmowego

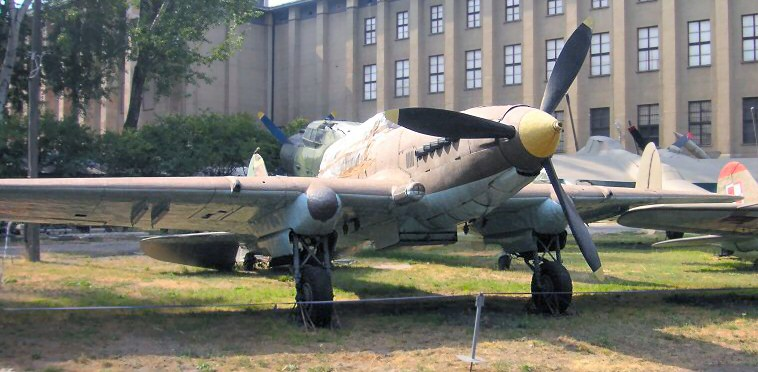
Ił-2

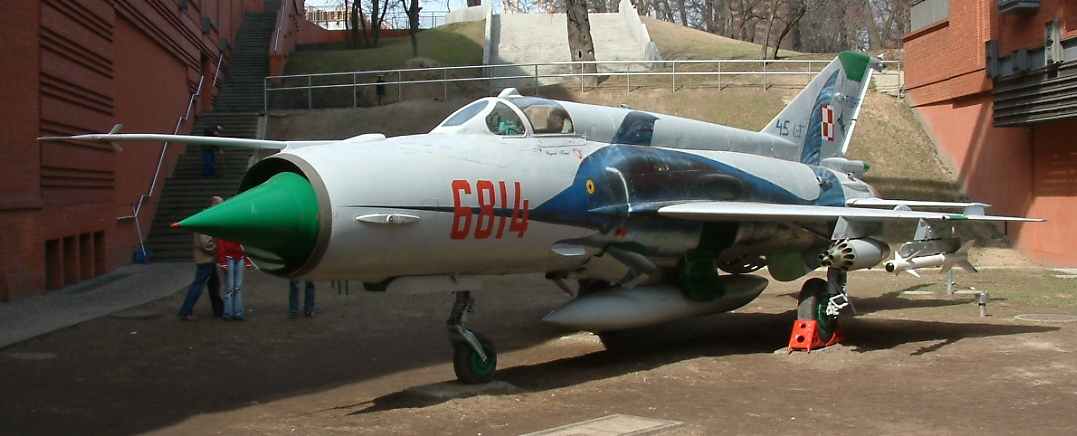
MiG-21

4 szturmowy pułk lotniczy  (4 plsz) – oddział lotnictwa szturmowego ludowego Wojska Polskiego.

## Formowanie i zmiany organizacyjne
W styczniu 1946 2 pułk lotnictwa szturmowego został przeformowany na nowy etat nr 6/40 o stanie 305 wojskowych i 1 pracownika kontraktowego i przemianowany na 4 szturmowy pułk lotniczy.
Stacjonował na lotnisku w Bydgoszczy i wchodził w skład 2 Szturmowej Dywizji Lotniczej. Po rozformowaniu dywizji, od 30 października 1946 stał się samodzielnym pułkiem lotnictwa szturmowego.
W 1950 pułk wszedł w skład nowo formowanej 8 Dywizji Lotnictwa Szturmowego.
W grudniu 1953 pułkowi przywrócono historyczną nazwę. Od tej pory jego nazwa brzmiała: 4 pułk lotnictwa szturmowego „Kraków”.
W  1957 4 plsz „Kraków" został przeformowany na 4 Pułk Lotnictwa Myśliwskiego „Kraków” i podporządkowany 11 Dywizji Lotnictwa Myśliwskiego.
W 1967 pułk przyjął bojowe tradycje 2 pułku nocnych bombowców „Kraków”, a jednostce przywrócono pierwotną numeracje - 2.
W 1971 2 pułk lotnictwa myśliwskiego „Kraków” został wyłączony ze składu 3 Dywizji Lotnictwa Myśliwskiego i włączony do 4 Pomorskiej Dywizji Lotnictwa Myśliwskiego. W grudniu 1990 rozwiązano 4 PDLM, a pułk został podporządkowany 2 Korpusowi Obrony Powietrznej.
W 1993 2 pułk lotnictwa myśliwskiego „Kraków” został rozwiązany, a znajdujące się w pułku samoloty MiG-21M przekazano do 1 pułku lotnictwa myśliwskiego „Warszawa”.

## Dowódcy pułku
Pułkiem dowodzili:
- mjr pil. Denis Malinowski (1945 -1948)
- ppłk pil. Józef Grochowski (1948 -1949)
- mjr pil. Iwan Jan Malinin (1949 -1954)
- mjr pil. Zygmunt Paduch (1954 -1960)
- mjr pil. Ryszard Sacharz (1960 -1965)
- mjr pil. Jerzy Rybicki (1965 -1968)
- ppłk pil. Tytus Krawczyc (1968 -1970)
- ppłk pil. Władysław Czaban (1970 -1971)
- ppłk pil. Kazimierz Grzybowski (1971 -1973)
- ppłk pil. Roman Rycielski (1973 -1979)
- ppłk pil. Henryk Hałka (1979 -1980)
- płk pil. Zbigniew Biedrzycki (1980 -1982)
- płk pil. Czesław Mikrut (1982 -1986)
- płk pil. Ryszard Olszewski (1986 -1988)
- ppłk pil. Marian Kaczmarski (1988 -1991)
- ppłk pil. Ryszard Wilantewicz (1991 -1993)

## Przeformowania
2 Pułk Nocnych Bombowców "Kraków" → 2 Pułk Lotnictwa Szturmowego → 4 Szturmowy Pułk Lotniczy → 4 Pułk Lotnictwa Szturmowego → 2 Pułk Lotnictwa Myśliwskiego "Kraków" ↘ rozformowany w 1993